# Ballad 〜20th Anniversary
『Ballad 〜20th Anniversary』（バラッド トゥェンティーイス・アニヴァーサリー）は、松田聖子のバラード・ベスト・アルバム。1999年4月1日発売。発売元はSME Records。

## 解説
デビュー（1980年4月1日）から20年目突入当日にリリースされた、デビュー20周年記念アルバム。
バラード括りで発売されたベスト・アルバムは『LOVE BALLADE』（1986年11月21日）以来12年半振り。
1996年のレコード会社移籍後（Sony Records→マーキュリー・ミュージックエンタテインメント）Sony Recordsから大量発売されたディスコグラフィにも掲載の公式アルバムの一枚。
Sony Recordsが版権を持つ楽曲のほか、マーキュリー・ミュージックエンタテインメントから発売されたものも3曲収録された。
収録曲の大半が、1990年代中ごろのセルフ・プロデュース楽曲である。
デジタル・リマスタリングが実施され、音質が向上（#1・9・14以外）。
CDジャケットは、ハート型の絵が描かれたもの。歌詞カードはピンク色に統一。
20周年記念作品は他に、Sony Recordsから作家別コンピレーション型CD BOX『SEIKO SUITE』（2000年7月5日）、マーキュリー・ミュージックエンタテインメントから『LOVE Seiko Matsuda 20th Anniversary Best Selection』（2000年11月29日）。
2006年7月19日に発売された、74枚組CD BOX『Seiko Matsuda』に、デジタル・リマスタリング仕様、かつLPサイズジャケットにリニューアルされて同梱された。リマスター盤の個別販売はない。

## 収録曲
1. あなたに逢いたくて〜Missing You〜　（5:31）
  - 作詞:Seiko Matsuda
  - 作曲:Seiko Matsuda・Ryo Ogura　編曲:Yuji Toriyama
2. We Are Love　（4:35）
  - 作詞:Seiko Matsuda　作曲:鈴木祥子　編曲:笹路正徳
3. 抱いて… （New Version）　（4:37）
  - 作詞:松本隆　作曲:David Foster　編曲:Yuji Toriyama
  - アルバム『Sweet Memories'93』（1992年12月2日）収録。
4. あなたのすべてになりたい　（4:13）
  - 作詞:Seiko Matsuda
  - 作曲:Seiko Matsuda・Ryo Ogura　編曲:Yuji Toriyama
  - アルバム『1992 Nouvelle Vague』（1992年3月25日）からシングルカット。
5. 瑠璃色の地球　（4:23）
  - 作詞:松本隆　作曲:平井夏美　編曲:武部聡志
  - アルバム『SUPREME』（1986年6月1日）収録。
6. 赤いスイートピー　（3:39）
  - 作詞:松本隆　作曲:呉田軽穂　編曲:松任谷正隆
7. SWEET MEMORIES　（4:35）
  - 作詞:松本隆　作曲・編曲: 大村雅朗
8. あなたを、愛したこと　（4:35）
  - 作詞:Meg.C
  - 作曲:Seiko Matsuda・Ryo Ogura　編曲:Yuji Toriyama
  - アルバム『It's Style'95』（1995年5月21日）収録
9. Touch the LOVE　（4:50）
  - 作詞:Seiko Matsuda
  - 作曲:Seiko Matsuda・Ryo Ogura　編曲:Yuji Toriyama
10. もう一度、初めから　（4:53）
  - 作詞:Seiko Matsuda
  - 作曲:Seiko Matsuda・Ryo Ogura　編曲:Ryo Ogura
11. わたしにできるすべてのこと　（5:18）
  - 作詞:Seiko Matsuda
  - 作曲:Seiko Matsuda・Ryo Ogura　編曲:Satoshi Nakamura
  - アルバム『Glorious Revolution』（1994年6月12日）収録
12. You're My World 〜微笑みにかえて　（4:51）
  - 作詞:Seiko Matsuda
  - 作曲:Seiko Matsuda・Ryo Ogura　編曲: Ryo Ogura
  - クリスマス・アルバム『A Time for Love』（1993年11月21日）収録
13. セイシェルの夕陽　（4:18）
  - 作詞:松本隆　作曲・編曲:大村雅朗
  - アルバム『ユートピア』（1983年6月1日）収録
14. あなたのその胸に　（4:39）
  - 作詞:Seiko Matsuda
  - 作曲:Seiko Matsuda・Ryo Ogura　編曲:Yuji Toriyama
15. きっと、また逢える…　（4:45）
  - 作詞:Seiko Matsuda
  - 作曲:Seiko Matsuda・Ryo Ogura　編曲:Yuji Toriyama
16. 頬をつたう涙が夜空の星に変わる時　（5:09）
  - 作詞: Meg.C
  - 作曲:Seiko Matsuda・Ryo Ogura　編曲:Yuji Toriyama
  - アルバム『It's Style'95』収録